# Partido Guatemalteco del Trabajo
El Partido Guatemalteco del Trabajo fue una organización comunista de Guatemala, fundado como partido político en 1949 y renombrado con esa denominación en 1952 hasta que fue ilegalizado en 1954.
En la clandestinidad formó parte de las Fuerzas Armadas Rebeldes hasta que en 1997 se integró para constituir con otras fuerzas el partido Unidad Revolucionaria Nacional Guatemalteca (URNG).  Sus antecedentes se encuentran en la primera organización comunista en 1922. Actualmente el Partido Guatemalteco del Trabajo está reorganizado como organización civil.

## Origen
El comunismo en Guatemala se remonta a los años 20 del siglo xx, poco después de la Revolución Bolchevique en Rusia, pero no tiene mayor injerencia en la vida del país debido a las dictaduras liberales de la época. En 1949, José Manuel Fortuny y un grupo de seguidores fundaron el Partido Comunista Guatemalteco (PCG) y en 1950, un sector conducido por Víctor Manuel Gutiérrez Garbín, secretario general de la Confederación General de Trabajadores Guatemaltecos (CGTG), se separó para crear el Partido Revolucionario Obrero Guatemalteco (PROG). Sin embargo en 1952, a instancias de la Federación Sindical Mundial, el PROG se auto disolvió reingresando sus miembros al PCG. Ese mismo año, en el II Congreso decidió adoptar el nombre de Partido Guatemalteco del Trabajo a los fines de facilitar su legalización.

## Historia
El comunismo en Guatemala desde sus inicios en los años 20 se constituyó en la organización de lucha por los derechos y reivindicaciones de la clase obrera. El primer partido comunista de Guatemala se formó en 1922, pero fue clausurado en 1932, cuando llegó al poder el general Jorge Ubico, un militar liberal que desarrolló una persecución sistemática contra los comunistas y el movimiento de la clase trabajadora.
En 1949, el entonces Partido Comunista de Guatemala asumió el nombre de Partido Guatemalteco del Trabajo y tuvo su primer congreso el 28 de septiembre de 1949.  Originalmente había sido fundado por el grupo Vanguardia Democrática Guatemalteca (VDG), que se había formado luego de formar parte del Partido de Acción Revolucionaria (PAR), que había sido la coalición que apoyó la candidatura del Dr. Juan José Arévalo. José Manuel Fortuny había sido el líder de la VDG, y en el congreso fue elegido como secretario general del PCG.  En ese momento, el partido apenas contaba con 43 miembros.
En junio de 1950, el PCG empezó a publicar un periódico semanal, Octubre, que era distribuido entre trabajadores, campesinos e intelectuales del país. Por ese tiempo, una sección del partido formado por el líder sindicalista Víctor Manuel Gutiérrez se separó y formó una nueva organización política:  el Partido Revolucionario de los Obreros de Guatemala (PROG), que hizo su primera aparición pública el 1.º de julio. La separación se produjo cuando no se pudo llegar a un acuerdo con respecto a quienes serían la Junta Directiva del Partido Comunista.

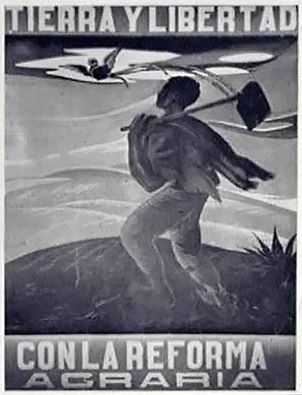
Afiche promocional de la Reforma Agraria de Guatemala.

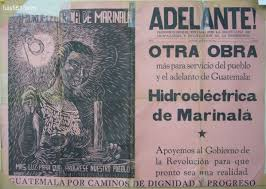
Afiche publicado por el gobierno de Árbenz para promocionar la construcción de la hidroeléctrica Jurún Marinalá.

El 2 de febrero de 1952, el PROG fue disuelto y sus miembros retornaron al PCG.  El segundo congreso del partido, que tuvo lugar el mismo año, eligió a Gutiérrez como un miembro del Comité Central.  El congreso también decidió adoptar el nombre Partido Guatemalteco del Trabajo (PGT), una decisión que se tomó para facilitar la legalización del partido, ya que en 1945 la legislación guatemalteca prohibió que cualquier organización internacional trabajara en Guatemala.  Cambiando el nombre a PGT, el partido quería dar la impresión de que era un partido independiente y nacional; al mismo tiempo, comunistas en otros países tuvieron la misma idea.
Sin embargo, aun cuando el comunismo no fue legalmente oficializado en Guatemala sino hasta que tomó posesión el presidente coronel Jacobo Árbenz Guzmán, el partido había participado en actividades políticas de forma más o menos abiertas, y algunos de los declarados comunistas tenían altos cargos en el gobierno y en la educación guatemalteca.  El programa del PGT tendía a enfatizar la participación en los sindicatos y la acción directa, en vez de las políticas electorales.

### Gobierno de Árbenz
El PGT generalmente apoyó los esfuerzos reformistas emprendidos por el Dr. Juan José Arévalo y del coronel Jacobo Árbenz Guzmán.  En el gobierno de este último específicamente, José Manuel Fortuny estuvo en el círculo íntimo del gobernante y lo asesoró para atacar los intereses de la United Fruit Company en Guatemala por medio de estos cuatro proyectos:
1. Decreto 900: retirar las tierras ociosas para repartirlas entre campesinos productivos.  La idea del decreto era atacar el método de la frutera, que consistía en acaparar grandes cantidades de tierra y dejarla ociosa aduciendo que la tenía en reserva en caso hubiera desastres naturales o plagas; en realidad, era un ardid para evitar que hubiera competidores en el negocio bananero.
2. Proyecto del Puerto Santo Tomás de Castilla: desde principios del siglo XX, la UFCO había tenido el monopolio de los servicios marítimos a Guatemala, por medio de sus operaciones en Puerto Barrios y de su flota mercante Great White Fleet.
3. Construcción de la Carretera al Atlántico:[Nota 3] la United Fruit Company también tenía el monopolio del transporte de carga entre las áreas productivas de Guatemala y Puerto Barrios, a través de la International Railways of Central America (IRCA).  Una carretera permitiría la competencia de camiones de carga.
4. Proyecto de construcción de la Hidroeléctrica Jurún Marinalá: desde principios del siglo xx, también la generación eléctrica era monopolio de una compañía norteamericana, que utilizaba combustible de petróleo importando para su operación.  Una hidroeléctrica competiría directamente reduciendo los costos para el país considerablemente.

Debido a que la United Fruit Company tenía fuertes conexiones con miembros del gabinete del presidente norteamericano Dwight Eisenhower, aprovechó la circunstancia de que los miembros del PGT habían asesorado a Árbenz para estos proyectos y, aprovechando el ambiente macartista que se vivía en los Estados Unidos en ese momento, acusó al gobierno de Árbenz de amenaza comunista para la región latinoamericana. Un reporte de inteligencia de la CIA en 1952, reportó que el PGT tenía entonces aproximadamente 500 miembros y un número no determinado de simpatizantes.  Estimaciones posteriores incrementaron el número de miembros a 300, incluyendo a los originales 500, que fueron descrito como radicales.  La publicación del PGT Octubre tenía entonces una tirada de apenas 3000 ejemplares.  Los documentos de la CIA reportaron que el PGT no tenía suficiente apoyo popular ni recursos para organizar un golpe de Estado o una revolución en el país.
El 2 de agosto de 1954, la revista Octubre fue sustituida por Tribuna Popular, como medio de divulgación del partido.
La Reforma Agraria implementada por el gobierno de Árbenz atrajo mucha atención internacional hacia la política del gobierno guatemalteco.  Certa de 100,000 campesinos fueron beneficiados con la expropiación de tierras ociosas (principalmente de la United Fruit Company.  Pero el plan no llegó a terminarse debidamente, ya que el gobierno guatemalteco fue derrotado por el golpe de Estado e invasión del Movimiento de Liberación Nacional (Guatemala) en 1954.  Este plan fue patrocinado por la UFCO, coordinado por la CIA, y apoyado diplomáticamente por el Departamento de Estado de los Estados Unidos, que envió a su especialista en anticomunismo, John Peurifoy como embajador a Guatemala y quien desde el principio se mostró hostil hacia el gobierno de Árbenz.  A pesar de que la invasión del coronel Carlos Castillo Armas no representaba una amenaza significativa ni mucho menos, el presidente Árbenz renunció sorpresivamente el 26 de junio de 1954, aduciendo que no quería llevar a Guatemala a un inútil derramamiento de sangre.

## Ilegalización
Con la contrarrevolución de 1954, el PGT fue ilegalizado y padeció un proceso de persecución política que lo llevó a la clandestinidad y a definir la lucha armada como vía de la revolución guatemalteca. Muchos de sus miembros salieron al exilio, incluyendo José Manuel Fortuny y desde allí estuvieron trabajando políticamente. El PGT constituyó en la historia política de Guatemala, la más importante matriz política e ideológica de la cual surge una diversidad de organizaciones político-militares que posteriormente constituyeron la Unidad Revolucionaria Nacional Guatemalteca. El objetivo de este proceso había sido devolverle su instrumento político revolucionario a la clase trabajadora y al pueblo guatemalteco; pero frente al establecimiento de un sistema afín al gobierno macartista de Eisenhower y su ilegalización, el PGT se radicalizó y proclamó la validez de «todas las formas de lucha», incluida la lucha armada.

## Guerra civil en Guatemala
En 1962 el PGT organizó las Fuerzas Armadas Revolucionarias (FAR) y dio inicio a una larga guerra civil que se extendería por cuatro décadas. Ricardo Ramírez emergió entonces como uno de los líderes más radicalizados.
En marzo de 1966 treinta y tres líderes del PGT y otros partidos de izquierda «desaparecieron», entre ellos Víctor Manuel Gutiérrez y Leonardo Castillo Flores. Documentos de la CIA desclasificados en 1998 revelaron que habían sido asesinado clandestinamente por las fuerzas armadas.
En 1966, luego de fuertes discusiones internas, el PGT apoyó la candidatura presidencial de Julio César Méndez Montenegro, sosteniendo que se trataba de un candidato progresista y democrático. Sin embargo Montenegro, una vez elegido presidente mantuvo las leyes de represión del comunismo, lo que fortaleció dentro del PGT a los sectores más radicales y partidarios de la lucha armada. Algunos analistas han sostenido que el asesinato de los líderes más moderados de la izquierda como Gutiérrez y Castillo, estuvo dirigida a cerrar toda posibilidad de una salida pacífica y empujar a las jóvenes generaciones hacia una guerra civil frontal.  Ese mismo año, volvió a Guatemala el poeta guerrillero Otto René Castillo e integró la guerrilla de las Fuerzas Armadas Rebeldes; negándose a permanecer en un refugio en la ciudad de Guatemala estuvo con los combatientes de la Sierra de las Minas donde se dedicaba a preparar obras de teatro que los combatientes representaban ante los campesinos del área para hacerles llegar el mensaje de la guerrilla.  En ese entonces, los elementos guerrilleros estaban integrados por un grupo de soldados jóvenes y rebeldes, varios de los cuales provenían de las filas del ejército y otros eran estudiantes de secundaria o de la Universidad de San Carlos y dos profesionales (economista y antropólogo), pero sin ningún sustento ideológico, por lo que al ingresar al movimiento, a Otto René Castillo le fue asignado hacerse cargo de la formación en los conceptos teóricos del marxismo de los combatientes.
El 2 de octubre de 1966, Luis Turcios Lima falleció carbonizado en un accidente de tránsito en la 11 avenida y 10a calle de la zona 1 de la ciudad de Guatemala a las 3 de la mañana, salvándose la dama que lo acompañaba. Los guerrilleros calificaron la muerte como un atentado, aduciendo que el vehículo en que se conducía Turcios Lima había sido «modificado» para que a determinada velocidad «frenara de repente», ocasionando que volcara y se incendiara. Lo extraño del accidente, es que el comandante guerrillero iba conduciendo el vehículo, sin seguridad o escolta, a tan altas horas de la noche. La muerte de Turcios Lima ocasionó un desmoronamiento en las filas de las FAR, pero la agrupación trata de reponerse con el nombramiento de César Montes.
Con la muerte de Turcios Lima y la ofensiva contrainsurgente, la desesperación cundió en el grupo y se dieron deserciones y entregas voluntarias a las autoridades. Se estima que al final de este operativo, habían muerto entre cinco y seis mil personas. A finales de 1968 el coronel Carlos Arana Osorio informó de manera oficial que se había neutralizado el accionar militar del PGT, las FAR y el MR-13 y se determina que la guerrilla no ha «echado raíces» entre la población civil. Por su comportamiento durante esta ofensiva, Arana Osorio fue conocido como «el Chacal de Oriente».
El Partido Guatemalteco del Trabajo trató de sostener la guerra popular prolongada en tres fases, adoptada en el III Congreso del partido donde se estableció como opción única la utilización de todas las formas de lucha, y lo confirmó un año después al definir que la lucha armada «es la que permitirá el acceso al poder». Sin embargo, ante los errores tácticos y estratégicos cometidos por la dirección del partido, las FAR desautorizaron al PGT en 1968 y decidieron reorganizarse y continuar solos en la lucha. Las FAR se separaron del PGT con un apoyo generalizado de los sectores juveniles, no solo por los errores tácticos y estratégicos del PGT, sino que también por las diferencias frente a la cuestión indígena: mientras que el PGT sostenía la clásica posición del comunismo ortodoxo, afirmando que la pobreza de los indígenas era una consecuencia directa de las diferencias de clase social, los jóvenes de las FAR, adhiriendo al pensamiento de Ernesto Che Guevara sostenían que los problemas de los indígenas no podían ser abordados solamente mediante los clásicos análisis de clase.
Los dirigentes de los grupos subversivos analizaron las causas de la derrota en el campo de batalla y concluyeron que hubo errores en la concepción del planeamiento revolucionario; además el área donde operaban no permitía incorporar al pueblo a la lucha armada ni unirse a la masa campesina, por lo que el accionar político militar fue ineficaz.
Debilitado por la fragmentación, el PGT fue duramente reprimido; el 26 de septiembre de 1972 las fuerzas armadas capturaron a su secretario general, Bernardo Alvarado Monzón, y a otros altos dirigentes como Mario Silva Jonama, Carlos René Valle y Valle, Carlos Alvarado Jerez, Hugo Barrios Klee y Miguel Ángel Hernández -todos miembros del Comité Central-, así como a Fantina Rodríguez Padilla y Natividad Franco Santos. Al día siguiente el presidente Carlos Manuel Arana Osorio habría ordenado que fueran fusilados clandestinamente y que sus cuerpos fueran arrojados al mar.
El 21 de diciembre de 1974, Huberto Alvarado Arellano, Secretario General del PGT, fue torturado y asesinado. En total, entre 1972-1983, dos secretarios generales y diecinueve miembros del Comité Central fueron «desaparecidos».
A pesar de la represión, el PGT pudo volver a conformar una fuerza política con presencia y adhesión popular en todo el país. En la década de los 70, bajo la dirección de Ricardo Rosales (Carlos González) se reorganizaron los comités de las regiones norte, centro, este y oeste. Asimismo el partido ganó representatividad en el movimiento sindical mediante la creación de la Federación Autónoma Sindical de Guatemala (FASGUA), mientras la JPT era una de las fuerzas activas en la Asociación de Estudiantes Universitarios (AEU).

### Auge en la organización
En 1976 surgió el grupo estudiantil FRENTE en la Universidad de San Carlos, que arrasó por completo con todos los puestos de elección estudiantiles; sus dirigentes eran en su mayoría miembros de la Juventud Patriótica del Trabajo (JPT), el ala juvenil del Partido Guatemalteco del Trabajo (PGT), el partido comunista guatemalteco que había funcionado en la clandestinidad desde 1954. A diferencia de otras organizaciones de tendencias marxista en Guatemala en ese tiempo, los dirigentes de FRENTE -y de una fracción del PGT en ese momento- confiaban en el movimiento de masas para alcanzar el poder por la vía electoral.
FRENTE, usando su poder dentro de las asociaciones estudiantiles, inició una campaña política con vistas a las elecciones generales universitarias en 1978, aliado a los catedráticos de la izquierda agrupados en Vanguardia Universitaria. Ganaron la secretaría general de la AEU con el estudiante de Ciencias Económicas Oliverio Castañeda de León y la rectoría de la universidad con Saúl Osorio Paz; además de que sindicalistas relacionados al PGT y FRENTE tomaron la dirigencia del Sindicato de Trabajadores de la Universidad (STUSC). Osorio Paz dio espacio y apoyo al movimiento estudiantil y en lugar de existir conflictos entre la administración y los estudiantes, las diferentes representaciones se aliaron para construir una universidad de mayor proyección social. En 1978 la Universidad de San Carlos se convirtió en uno de los sectores de más peso político en Guatemala; ese año el movimiento estudiantil, el profesorado y el Consejo Superior Universitario se unieron en contra del gobierno y en favor de una apertura de espacios para los sectores más necesitados del país. Con el fin de ampliar su extensión universitaria, la Asociación de Estudiantes Universitarios (AEU) rehabilitó la «Casa del Estudiante» en el centro de la ciudad de Guatemala; allí recibieron y apoyaron a familiares de los combatientes desaparecidos y a los pobladores ya concientizados políticamente. También organizaron grupos de trabajadores del comercio informal. Esto atrajo la atención del gobierno, que al percatarse de las actividades políticas de los estudiantes, empezó a vigilar la Casa.
Al iniciar su período, Saúl Osorio fundó el semanario Siete Días en la USAC que informaba sobre las actividades de la Universidad y denunciaba constantemente la supuesta violación a los derechos humanos, en especial la represión contra el movimiento guerrillero, además de hacer públicos los movimientos revolucionarios en Nicaragua y El Salvador. Por unos meses, la universidad estatal fue una universidad unida y progresista, preparándose para confrontar al Estado y el Consejo Superior Universitario se convirtió en un importante defensor de las luchas de los movimientos e ideales de la guerrilla. 
Ahora bien, FRENTE tenía que enfrentarse con la izquierda radical, representada en ese entonces por el Frente Estudiantil Revolucionario «Robin García» (FERG), que surgió durante la marcha del Primero de mayo de 1978. El FERG coordinó a varios grupos estudiantiles en las diferentes facultades de la Universidad de San Carlos y en los institutos públicos de educación media del Estado. Esta coordinación entre grupos legales provenía del Ejército Guerrillero de los Pobres (EGP), grupo guerrillero que había aparecido a la luz pública en 1972 y que tenía su centro de operaciones en la región petrolera del norte del departamento de Quiché -es decir, el Triángulo Ixil de Ixcán, Nebaj y Chajul en la Franja Transversal del Norte. Aunque no fue propiamente un grupo armado, el FERG buscaba la confrontación con el Estado; dio preeminencia a las medidas de hecho que podían llegar a la violencia de masas y a la actividad paramilitar. A sus miembros no les interesaba trabajar dentro de un marco institucional y nunca pidieron permiso para sus manifestaciones o acciones.
El 7 de marzo de 1978 fue elegido Presidente de la República el general Fernando Romeo Lucas García, quien había sido Ministro de la Defensa y director de la Franja Transversal del Norte durante el gobierno de Kjell Eugenio Laugerud García. Luego, el 29 de mayo de 1978 -en las postrimerías del gobierno del general Laugerud García- en la plaza central de Panzós, Alta Verapaz, elementos de la Zona Militar en Zacapa atacaron una manifestación, en la que murió una gran cantidad de personas. Los fallecidos, campesinos indígenas que habían sido citados en el lugar, estaban luchando por la legalización de las tierras baldías que habían ocupado desde años atrás. Su lucha los enfrentó directamente con los inversionistas que querían explotar la riqueza mineral del área, en particular las reservas de petróleo -explorada por Basic Resources y Shenandoah Oil- y de níquel -explotado por EXMIBAL. La Masacre de Panzós causó una gran conmoción en la Universidad por el alto número de víctimas y por haber surgido de conflictos sobre la explotación de recursos naturales por empresas extranjeras. En 1978 por ejemplo, Osorio Paz y otros universitarios recibieron amenazas por su abierta oposición a la construcción de un oleoducto interoceánico que cruzaría el país para facilitar la explotación petrolera. El 8 de junio la AEU organizó una protesta masiva en el centro de la Ciudad de Guatemala en la que los oradores denunciaron la Masacre de Panzós y expresaron su repudio hacia el régimen de Laugerud García en términos más contundentes que en otras ocasiones.
En julio, Lucas García asumió la Presidencia y luego liberó los precios de la canasta básica, lo que de inmediato le ganó el rechazo popular. Posteriormente un aumento a la tarifa del transporte urbano y la huelga de los pilotos del servicio urbano colmó la paciencia de los ciudadanos y el rechazo al Presidente llegó al máximo. Los conductores decidieron llevar sus unidades a la Universidad de San Carlos, que por su autonomía, se entendía como el único lugar fuera de la jurisdicción del Estado en el que podían estar (pero dicha asociación no es verdadera, debido a que la USAC no tiene una jurisdicción territorial propia sino que es autónoma en sus funciones y administración). Osorio Paz, pese a ser del grupo moderado de izquierda del Partido Guatemalteco del Trabajo, decidió recibir a los huelguistas y de esa forma empezaron tres meses de interrupciones en el servicio urbano, quedando la Universidad identificada con la oposición al gobierno. El 4 de agosto se realizó la primera gran manifestación durante el período de Lucas García, universitarios y estudiantes de nivel medio acompañaron a los demás sectores del movimiento popular en la conmemoración del primer aniversario de las muertes de Robin García y Aníbal Caballeros. El Ministro de Gobernación, Donaldo Álvarez Ruiz, declaró que si no existía permiso gubernamental, cualquier manifestación sería reprimida; de esa cuenta, al inicio de la marcha, el equipo antimotines de la Policía Nacional rodeó a los manifestantes y les lanzó bombas lacrimógenas, por lo que los estudiantes se vieron forzados a refugiarse en el Paraninfo Universitario. De los más de doscientos manifestantes que recibieron el auxilio de la Cruz Roja, treinta y uno tuvieron que ser hospitalizados, la mayoría jóvenes de entre 14 y 17 años de edad. La Masacre de Panzós y la represión de las protestas urbanas llevó a los dirigentes universitarios de FRENTE a asumir una actitud más beligerante, con el apoyo urbano al FERG y otros grupos aliados al Ejército Guerrillero de los Pobres.
A pesar de la gran movilización popular, a finales de septiembre de 1978 el Consejo Municipal de la ciudad de Guatemala aprobó un alza en la tarifa del transporte urbano de cinco a diez centavos, para «motivar» a las empresas a aumentar el salario de sus empleados y así solucionar el conflicto laboral. El viernes 30 de septiembre, día que la nueva tarifa entró en vigencia, jóvenes de diversos barrios populares reanudaron su protesta al construir barricadas en las principales calles en sitios importantes en las jornadas de marzo de 1962. El fin de semana siguiente, se declaró una huelga general y los empleados estatales paralizaron sus labores y ocuparon sus lugares de trabajo, mientras que los institutos de nivel medio y sus alrededores fueron controlados por estudiantes que se enfrentaron a la policía. El descontento popular era tan grande que la manifestación pronto cobró tal fuerza que a los dirigentes les era difícil controlarla.
Las protestas finalizaron hasta que se alcanzó el objetivo más importante: el viernes 7 de octubre el Consejo Municipal restauró la tarifa de cinco centavos; los manifestantes habían logrado vencer al gobierno militar a través de la movilización popular, aunque a costa de cerca de cuarenta a cien muertes. La movilización de octubre enunció una posición revolucionaria, inspirada por una insurrección similar en Nicaragua.

### Represión gubernamental
El gobierno de Lucas García estaba en crisis; en Nicaragua el movimiento urbano estaba uniéndose con el Frente Sandinista de Liberación Nacional. El gobierno podía ver la inminente posibilidad que los rebeldes guatemaltecos también aprovecharan la movilización popular en la ciudad. Entonces decidió utilizar el terror estatal para fin la articulación de los rebeldes; a partir de octubre de 1978 el Estado y la extrema derecha señalaron a los líderes estudiantiles e intelectuales de la Universidad de San Carlos como los posibles líderes políticos de la oposición.
Entonces empezaron los ataques de los escuadrones de la muerte:
- Pocos días después del fin de las protestas, el profesor universitario y dirigente de la Democracia Cristiana René de León Schlotter sufrió un atentado a tiros en el que resultó muerto su chofer.[30]
- El martes 17 de octubre, Santiago López Aguilar, director de la Escuela de Orientación Sindical, sobrevivió un atentado.[30]
- El 18 de octubre, el Ejército Secreto Anticomunista (ESA), un grupo terrorista, publicó una lista negra en la cual amenazó de muerte a treinta y ocho personajes clave del movimiento popular. Entre ellos estaban varios universitarios, incluyendo Osorio Paz, varios decanos de la universidad y el secretario general de la AEU, Oliverio Castañeda de León.[31][32]
- A pesar de las constantes amenazas en su contra, el viernes 20 de octubre de 1978, Castañeda de León se presentó en el Parque Centenario para dar el discurso de la AEU en ocasión del aniversario de la Revolución de octubre de 1944 y señaló al Ministro de Gobernación, Donaldo Álvarez Ruiz, como responsable de la oleada de terror. Castañeda de León fue asesinado poco después, cuando caminaba sobre la 6a. avenida hacia la cervecería "El Portal". Esta operación, al mediodía y en pleno centro de la ciudad, demostró la impunidad de los asesinos y el abierto desafío lanzado contra el movimiento popular.[33]
- Quince días después del asesinato de Oliverio Castañeda, fue desaparecido su sucesor, Antonio Ciani García. Por su participación en las movilizaciones de 1978, la AEU se había convertido en el primer blanco de una campaña de terror estatal diseñada para desarticular al movimiento de masas.[34]

En los siguientes 18 meses recibieron amenazas casi todos los dirigentes estudiantiles y profesores universitarios con vinculaciones políticas (incluso con los partidos legales). A veces la amenaza fue de forma muy sutil e indirecta, transmitida por un conocido, mientras que otras personas fueron abiertamente presionados para salir del país. Esta se convirtió en la forma más simple y eficiente de desarticular el movimiento. Para quienes no hicieron caso y continuaron con sus actividades de protesta, el terrorismo del Estado les destinó a los escuadrones de la muerte. 
Al iniciarse el año 1979, siguen los ataques a prestigiosos miembros de la Universidad:
- El 25 de enero de 1979 fue asesinado Alberto Fuentes Mohr, doctor en Ciencias Económicas, diputado del Congreso, dirigente del Partido Socialista Democrático (PSD) y exministro de Finanzas y de Relaciones Exteriores durante el gobierno del licenciado Julio César Méndez Montenegro.
- Ese mismo día, a pocas horas, fue acribillado el dirigente estudiantil y sindical Ricardo Martínez Solórzano.
- El 14 de febrero fue asesinado Manuel Lisandro Andrade Roca, secretario general de la Universidad en el período de Osorio Paz y dirigente estudiantil durante las jornadas de 1962.
- El 22 de marzo fue muerto el exalcalde de la capital Manuel Colom Argueta, en un operativo en que sus asesinos supuestamente emplearon un helicóptero para dirigir la operación[35][Nota 6][36]

En la Universidad, el rector Saúl Osorio Paz, después de los ataques a sus colegas y amenazas contra su persona, empezó a vivir en la rectoría, protegido por brigadas estudiantiles del partido universitario FRENTE. En un caso sin precedentes, el rector dirigió la Universidad desde la clandestinidad por casi dos años.
En enero de 1979, llegó a la Universidad una nueva generación de estudiantes de primer ingreso. Muchos de ellos habían sido miembros de la CEEM o las asociaciones estudiantiles en los institutos del Estado y habían participado en las jornadas de octubre de 1978. Fueron ellos quienes ocuparon el liderazgo de la AEU. Pero fue mucho más difícil reemplazar a los docentes caídos o en el exilio, lo que dio como resultado un marcado descenso en la calidad académica de la institución. Más tarde se propusieron leyes que restringían severamente su autonomía, y violando el mandato constitucional de otorgarle el 5% del presupuesto nacional, su presupuesto se recortó considerablemente.
En 1978 el PGT volvió a dividirse como consecuencia de la extrema violencia de la represión gubernamental y el papel de la lucha armada. La fracción disidente, liderada por José Alberto Cardoza (Mario Sánchez) tomó el nombre de Núcleo de Dirección Nacional del PGT (PGT-NDN) e inició una política coordinación con las FAR y el EGP. Poco después otro grupo se separó y formó el Partido Guatemalteco del Trabajo-Partido Comunista (PGT-PC). El PGT original fue conocido con el nombre de Partido Guatemalteco del Trabajo-Comité Central (PGT-CC).

## Bombazo del 5 de septiembre de 1980
El 5 de septiembre de 1980 se dio un atentado entre presuntos miembros del Ejército Guerrillero de los Pobres y de los frentes «PGT-6 de Enero»; «PGT Alamos» o «palomas azules» y «Comisión militar» (COMIL) del PGT frente al Palacio Nacional con la intención de disuadir al pueblo guatemalteco de asistir a una manifestación de apoyo al gobierno del general Lucas García que estaba planificada para el domingo 7 de septiembre en el Parque Central.  En ese ataque murieron seis adultos y un niño a causa de la explosión de dos bombas ubicadas en un vehículo; hubo un número indeterminado de heridos y cuantisoso daños materiales no sólo en las obras de arte del Palacio Nacional, sino que en muchos de los edificios aledaños, especialmente en el Edificio Lucky, que está frente al Palacio Nacional sobre la 6a. avenida. Las imágenes por televisión mostraban partes del los cuerpos distribuidos por el área del incidente, mientras los periódicos mostraron en sus portadas la imagen de carro bomba destruido y los alrededores del palacio.
El atentado fue ejecutado en dos partes: primero, por la noche, la guerrilla depositó una pequeña carga explosiva en el tragante ubicado en el Parque Central, en la esquina de la 6a. calle y 6a. avenida de la zona 1, frente a la esquina donde se localizaba el despacho presidencial dentro del Palacio Nacional.  Por la mañana, la guerrilla estacionó un vehículo sobre ese tragante, el cual tenía en su interior una carga mucho mayor; a las 9:35 a. m. detonaron la pequeña carga explosiva, la cual a su vez hizo estallar a la que estaba dentro del vehículo dejando esparcidos tras ser mutilados, los cuerpos de varios civiles, cuyos restos humanos fueron lanzados en un radio mayor a los 70 metros. A los cinco minutos de haberse producido la explosión se originó el incendio de siete vehículos.
Ese mismo día, y también para tratar de impedir el desarrollo de la manifestación, la guerrilla también la terminal de los autobuses Galgos, y a un bus de la empresa Fortaleza, matando a un mecánico.
En 7 de febrero de 1982 el PGT-NDN junto a los otros tres grupos guerrilleros más importantes del país (FAR, EGP y ORPA) crearon la URNG como instancia de coordinación política y militar. Inicialmente el PGT-CC permanecería fuera de la URNG, pero en 1987 ingresaría a la misma, previa exclusión del PGT-NDN. Para entonces el PGT-NDN y el PGT-PC habían perdido la mayor parte de su influencia. Otra escisión se produjo también con el nombre de PGT-6 de enero.

## Firma de la Paz
En febrero de 1989, el PGT se adhirió al proyecto de Unidad Revolucionaria Nacional Guatemalteca, sobre todo para formar un frente no solo de lucha, si no de acercamiento para una posible solución pacífica al conflicto. El 29 de diciembre de 1996 el gobierno de Álvaro Arzú y la URNG firmaron un acuerdo de paz. Una vez legalizadas, las fuerzas que componían la URNG decidieron su unificación política bajo el nombre de Unidad Revolucionaria Nacional Guatemalteca (URNG), disolviéndose las organizaciones que la constituían. En el caso del PGT, la decisión de disolución es acordada por el Comité Central, en violación de los estatutos partidarios que indican que solo un Congreso Nacional podía tomar una resolución de esa trascendencia.

## Reorganización del PGT
En 2003 inició un nuevo esfuerzo por reorganizar al PGT. Durante abril de 2004, el PGT empezó a publicar el órgano de difusión "Venceremos".
En octubre de 2005, en una Conferencia Nacional, un grupo de personas que habían pertenecido al PGT, PGT-NDN, EGP, FAR y JPT, cuestionaron la decisión de disolución del partido realizada en 1997. La crítica se sostuvo en dos fundamentos: 1) La decisión de disolución no fue tomada por el Congreso Nacional del partido, único órgano con la autoridad para una resolución de esa naturaleza, y 2) El programa político de la URNG no justificaba en lo programático e ideológico tal decisión. A partir de ahí, acordaron el inicio del esfuerzo por refundar el nuevo Partido Guatemalteco del Trabajo (PGT), proceso que no dio los frutos perseguidos. El PGT se siguió pronunciando sobre otros eventos relevantes como las elecciones generales de 2007, y las polémicas del gobierno de Álvaro Colom.
En 2014 un conjunto de comunistas deciden reiniciar el esfuerzo y logran realizar una Conferencia Nacional en la cual se acuerda la reorganización del PGT como el partido de los comunistas en Guatemala.